# Isolotti Rasanze
Gli Isolotti Rasanze o scogli Rasanzi sono un gruppo di tre isolotti della Dalmazia settentrionale nella regione zaratina, in Croazia. Si trovano nel canale della Morlacca (mare Adriatico) a sud-est di Pago.
Sugli isolotti sono stati ritrovati reperti del Paleolitico medio; uomini dell'Età della pietra hanno vissuto qui 60 000 anni fa.

## Geografia

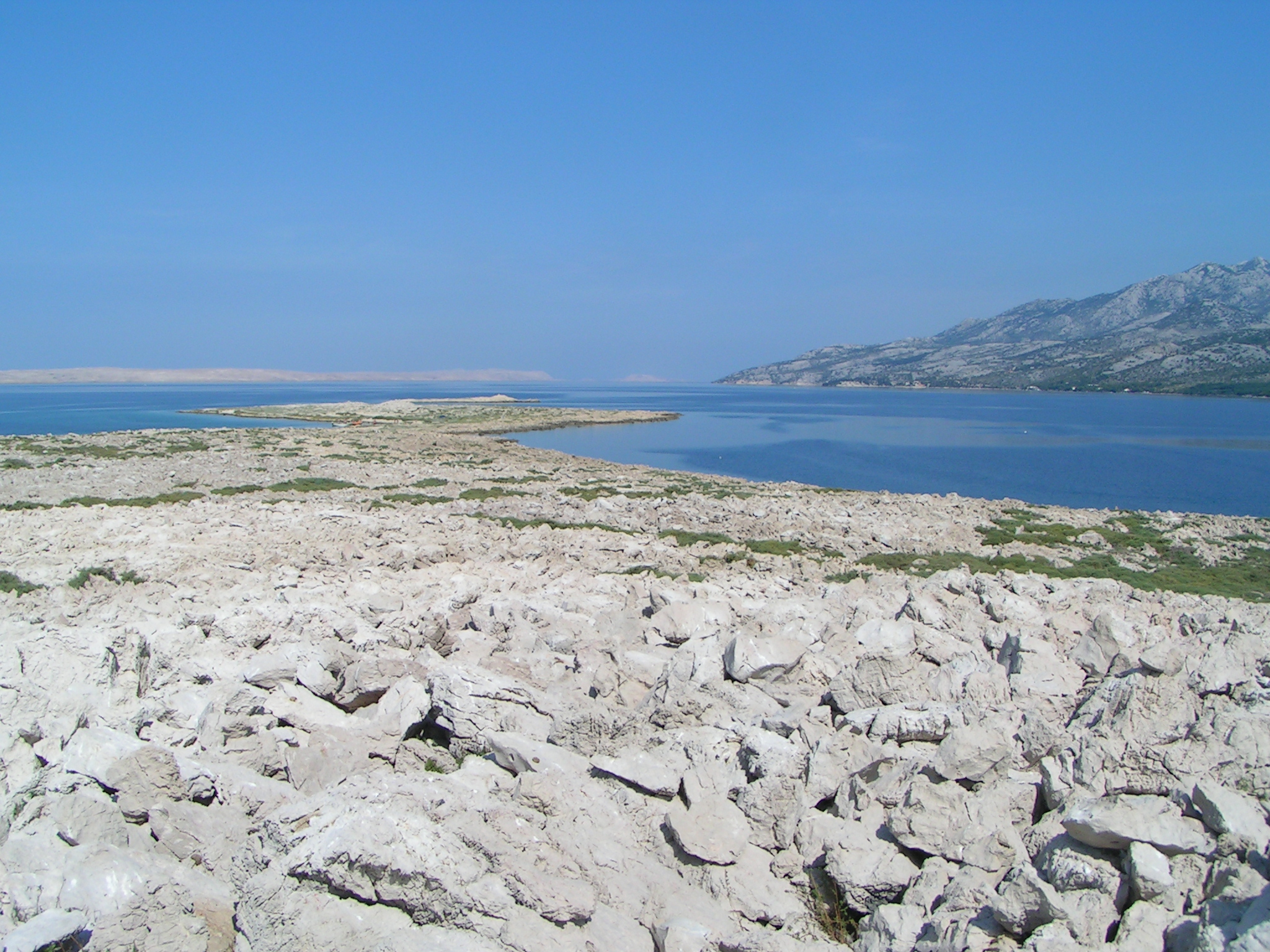
Rasanze Grande

Gli isolotti sono situati a nord di valle Dragunizza (uvala Dragunica) e dell'omonima punta (rt Dragunica); sono a nord di Porto Rasanze, da cui distano circa 3,5 km, al centro del canale della Morlacca, a est della penisola Bočetina.
- Rasanze Grande[2][3] (in croato Ražanac Veli; detto anche Istočni Školj, letteralmente: scoglio dell'est), ha una forma allungata strozzata al centro da un istmo; è lungo 550 m[1], ha una superficie di 0,077 km²[5] e la costa lunga 1,53 km[5], l'altezza massima è di 10 m s.l.m.[1]. Ha un faro a sud-est.
- Rasanze di Mezzo[2][3] (Dolnji Školj) è un piccolo scoglio alto 3 m[1]; si trova 140 m a nord-ovest di Rasanze Grande.
- Rasanze Piccolo[2][3] (Ražanac Mali o Zapadni Školj, scoglio dell'ovest) si trova 840 m[1] a ovest di Rasanze Grande; ha una superficie di 0,046 km²[5] e la costa lunga 0,98 km[5], la sua altezza è di 8 m[1].

### Isole adiacenti
- Scoglio dell'Aquila (hrid Orlić), 3,65 km[1] a ovest.

### Cartografia
- (HR) Mappa topografica della Croazia 1:25000, su preglednik.arkod.hr. URL consultato il 1º giugno 2017.
- Carta di cabottaggio del mare Adriatico, foglio VII, Milano, Istituto geografico militare, 1822-1824. URL consultato il 1º giugno 2017 (archiviato dall'url originale il 13 aprile 2013).